# Краснодонский (Волгоградская область)
Краснодонский — хутор в Иловлинском районе Волгоградской области, административный центр Краснодонского сельского поселения.
Население — 939 (2010)

## Общая физико-географическая характеристика
Хутор расположен в степи, на правом берегу реки Тишанка, в пределах южной периферии Приволжской возвышенности. Ниже по течению реки расположен хутор Байбаев, на противоположном берегу реки хутор Кузнецов. Центр хутора расположен на высоте около 45 метров над уровнем моря. Почвы — каштановые, к западу от хутора — частично закреплённый песчаный массив.
Восточную окраину хутора пересекает федеральная автодорога «Каспий». По автомобильным дорогам расстояние до областного центра города Волгограда составляет 67 км, до районного центра рабочего посёлка Иловля — 18 км.
Климат
Климат умеренный континентальный (согласно классификации климатов Кёппена — Dfa). Температура воздуха имеет резко выраженный годовой ход. Среднегодовая температура положительная и составляет + 8,0 °С, средняя температура января −7,8 °С, июля +23,7 °С. Расчётная многолетняя норма осадков — 387 мм, наибольшее количество осадков выпадает в июне (42 мм), наименьшее в марте (22 мм).

## История
Дата основания не установлена. Первоначально известен как хутор Шишкин (в XX веке название было трансформировано в Шишикин). Хутор Шишкин обозначен на карте Шуберта 1840 года. Хутор относился к юрту станицы Качалинской Второго Донского округа Области Войска Донского (до 1870 года — Земля Войска Донского). Согласно Списку населённых мест Земли Войска Донского 1862 года издания, составленном по данным 1859 года, на хуторе Шишкин проживало 133 мужчины и 152 женщины. Согласно переписи населения Российской империи 1897 года на хуторе проживало 240 мужчин и 238 женщин, из них грамотных мужчин — 98, грамотных женщин — 12.
Согласно Алфавитному списку населённых мест Области Войска Донского 1915 года на хуторе Шишкин проживало 375 душ мужского и 364 женского пола, на хуторе имелось хуторное правление, церковь и школа.
В 1921 году в составе Второго Донского округа хутор включён в состав Царицынской губернии. С 1928 года — в составе Иловлинского района Сталинградского округа (округ ликвидирован в 1930 году) Нижневолжского края (с 1934 года — Сталинградского края). В 1962 году хутор Шишикино переименован в хутор Краснодонский. В 1963 году Иловлинский район был упразднён, хутор передан в состав Фроловского района. В 1965 году включён в состав вновь образованного Иловлинского района.

## Население
Динамика численности населения по годам:
| 1859 | 1873 | 1897 | 1915 | 1987 |
| ---- | ---- | ---- | ---- | ---- |
| 285  | 310  | 478  | 739  | ≈670 |

| 2010 |
| ---- |
| 939  |

### Известные жители
Посохин, Николай Григорьевич (1915—1993) — командир 200-го гвардейского пушечного артиллерийского полка, Герой Советского Союза (1943).